# 高知県出身の人物一覧
高知県出身の人物一覧（こうちけんしゅっしんのじんぶついちらん）は、Wikipedia日本語版に記事が存在する高知県出身の人物の一覧表である。

## 公人

### 政治家

#### 首相・議長経験者
- 濱口雄幸（元内閣総理大臣）：高知市
- 片岡健吉（第7-9代衆議院議長）
- 富田幸次郎（第31代衆議院議長）
- 中島信行（初代衆議院議長）
- 林譲治（第41代衆議院議長）
- 森田茂（第23代衆議院議長）

#### その他の政治家
- 石田祝稔
- 板垣退助
- 今村和郎
- 植木枝盛
- 宇田耕一
- 尾﨑正直（元高知県知事）
- 片岡直温（元大蔵・商工大臣）
- 仮谷忠男
- 川村和嘉治（元高知県知事）
- 吉良佳子
- 河野敏鎌
- 後藤象二郎
- 佐竹晴記
- 塩見俊二
- 高木錬太郎
- 高倉輝
- 竹内綱：宿毛市、元内閣総理大臣吉田茂の実父
  - 竹内明太郎：綱の長男、吉田の異母兄
- 武内則男
- 谷川寛三
- 田村公平
- 田村良平
- 寺尾豊
- 中内力（元高知県知事）
- 中江兆民
- 中谷元（元防衛大臣）
- 野中兼山
- 浜田幸雄
- 林迶
- 林有造
- 平野貞夫
- 広田一
- 福岡孝弟
- 細川律夫（元厚生労働大臣）
- 溝渕増巳（元高知県知事）
- 桃井直美（元高知県知事）
- 森下博之
- 山原健二郎
- 山本有二（元金融担当大臣、元農林水産大臣）
- 依光好秋：幡多郡大月町

### 行政
- 青木楠男（内務官僚）
- 岩谷滋雄（駐オーストリア特命全権大使）
- 彼末浩明（第12代海上保安監）[1]
- 浜渦武生（東京都副知事）

### 政治運動家
- ジョン万次郎
- 萱野長知
- 和田三郎

### 軍人・自衛官

#### 陸軍軍人・陸上自衛官
- 田中光顕（陸軍少将、宮内大臣）
- 谷干城（陸軍中将、初代農商務大臣）
- 山下奉文（陸軍大将）
- 山脇正隆（陸軍大将）
- 國見昌宏（陸将）

#### 海軍軍人・海上自衛官
- 赤松貞明（海軍中尉、第二次世界大戦の撃墜王）
- 島村速雄（元帥海軍大将、海軍軍令部長）
- 永野修身（元帥海軍大将、海軍大臣、連合艦隊司令長官、軍令部総長）
- 藤田幸生（海上幕僚長たる海将、第24代海上幕僚長）
- 吉松茂太郎（海軍大将、連合艦隊司令長官）

#### 航空自衛官
- 奥宮正武（空将、航空自衛隊保安管制気象団司令、海軍中佐）
- 平田英俊（空将）

## 文化人

### 学者
- 浅川範彦（細菌学者・医学博士）
- 有沢広巳（経済学者、経済学博士）
- 宇田道隆（海洋物理・水産海洋学者）
- 寺田寅彦（物理学者・随筆家・俳人）生まれは東京
- 前田敏男（建築学者）元京都大学総長・京都大学名誉教授
- 尾池和夫（物理学者・俳人）京都大学学長
- 岸上伸啓（文化人類学）
- 北村正利（天文学）
- 公文俊平（社会学、経済学、社会システム論、国際関係論）
- 寺田建比古（英米文学者）
- 野田正彰（比較文化精神医学）
- 牧野富太郎（植物学）
- 馬場孤蝶（英文学者）
- 岡村甫（工学博士）元高知工科大学学長・東京大学名誉教授
- 須藤靖（宇宙物理学）
- 松本卓也（精神医学）
- 森田正馬（精神医学）
- 森岡正博（哲学）
- 目黒依子（社会学者）
- 深瀬忠一（憲法学者）
- 市村光恵（憲法学者）
- 片岡徳雄（教育学者・教育学博士）広島大学名誉教授
- 和田健夫（法学者）第10代小樽商科大学学長
- 廣末保（国文学者・近世文学研究者）法政大学文学部教授
- 小谷誠（医用生体工学者・東京電機大学元学長）

### 教育者
- 柴岡三千夫（高知県宿毛市出身・学校法人タイケン学園理事長）
- 竹内功（作文教育、小砂丘忠義研究）
- 田内千鶴子（高知市若松出身、大韓民国文化勲章受章者、木浦共生園園長）

### 作家
- 有川浩 （小説家）
- 大原富枝（小説家）
- 上林暁（小説家）
- 幸徳秋水（作家）
- 小山いと子（小説家、直木賞受賞）
- 倉橋由美子（小説家、女流文学賞を受賞）
- 笹山久三（小説家、児童文学者）
- 志水辰夫（小説家）
- 西澤保彦（推理作家、SF作家）
- 坂東眞砂子（小説家、ファンタジー作家）
- 藤原緋沙子（小説家、テレビドラマ脚本家）
- 宮尾登美子（小説家）
- 森下一仁（SF作家、作家森下雨村の遠縁）
- 山本一力（小説家）
- 横山充男（児童文学者）
- 田宮虎彦（小説家）
- 三浦朱門（小説家）
- 安岡章太郎（小説家）
- 宮脇孝雄（翻訳家、随筆家、文芸評論家）
- 畠中恵（小説家）
- 北側寒囲（作家、ゲームシナリオライター）
- 照下土竜（SF作家）
- 千頭ひなた（小説家）
- 吉田類（酒場詩人）仁淀川町

### 詩人・歌人・俳人
- 大江満雄（詩人）
- 大町桂月（詩人・歌人・随筆家・評論家）
- 楠目橙黄子（俳人）
- 仁智栄坊（俳人）
- 右城暮石（俳人）
- 松田ひろむ（俳人）

### 僧侶
- 義堂周信
- 純信（よさこい節のモデル）
- 絶海中津
- 龍臺

### 漫画家
- 葵みちる:四万十町（旧：窪川町）
- 青柳裕介
- 厦門潤
- 安倍夜郎
- 井上淳哉
- いましろたかし
- 岩本久則
- 梅本さちお
- 小野新二
- 上北ふたご
- くさか里樹
- 楠みちはる
- 窪之内英策
- 黒鉄ヒロシ
- コジロー
- 古味直志
- 西原理恵子
- 里羅琴音（naked ape.s）
- シロガネヒナ
- JET
- 竹村よしひこ
- 谷脇素文
- 徳弘正也
- 中城健
- 中平正彦
- 奈月ここ
- 西谷祥子
- 浜口奈津子
- はらたいら：香美市（旧土佐山田町）
- 飛龍乱
- 福原鉄平
- 正木秀尚
- 水本みち
- 村岡マサヒロ
- 森田将文
- 森山大輔
- やなせたかし（出生は東京都）
- 山田章博
- 弓月光：いの町
- 横山泰三
- 横山隆一
- 和気一作

### アニメーション関係者
- 伊東恒久（アニメ脚本家）
- 福冨博（アニメ監督）

### 映画監督
- 畑中蓼坡
- 北村秀敏
- 廣末哲万
- 山田和也

### 作詞家・作曲家
- 弘田龍太郎（童謡）
- 平井康三郎（童謡）

### アナウンサー
NHK
（現在所属の放送局などは各人物の項目を参照すること）
- 上岡亮：高知市
- 近江友里恵

RKC高知放送
- 井上琢己：高知市
- 松岡祐司：高知市

KUTVテレビ高知
- 竹村志麻 - 元南日本放送：高知市
- 藤﨑美希：高知市

KSS高知さんさんテレビ
- 野村舞：高知市
- 合田泰吾：土佐市

県外民放
- 岩原大起 - 読売テレビ : 南国市
- 品田亮太 - TBS
- 谷岡慎一 - フジテレビ

フリー・退職者
- 白川次郎 - 元ラジオNIKKEI
- 福留功男 - フリー、元日本テレビ：香美市
- 上杉桜子 - フリー（セント・フォース所属）、元岡山放送
- 鎌倉みどり - フリー（キャスト・プラス所属）、元鹿児島放送：高知市
- 笹岡樹里 - フリー（キャスト・プラス所属）、元四国放送：高知市
- 坂木萌子 - フリー（ニチエンプロダクション所属）、元さくらんぼテレビジョン
- 竹内康祐 - 元テレビ高知：高知市
- 西森千芳 - 元札幌テレビ放送：高知市
- 西尾真鈴 - フリー（ライムライト所属）、元高知さんさんテレビ
- 藤田みさ - FM局ラジオパーソナリティー、声優
- 藤田ゆみ子 - 元高知さんさんテレビ：香南市

### 技術者
- 産田健一郎（三菱重工、零式戦闘機設計チーム）
- 山崎はるか（コンピュータセキュリティ研究者）

### 画家・イラストレーター
- 野村哲也（ゲームクリエイター、イラストレーター）
- 依光隆（挿絵画家、イラストレーター）
- デハラユキノリ（フィギュアイラストレーター）
- 山口裕子 (デザイナー)
- 合田佐和子（画家）
- 倉橋孝彰（画家・イラストレーター）
- redjuice（イラストレーター）
- 柴田ケイコ（絵本作家・イラストレーター）：高知市

### 書家・彫刻家・写真家
- 栗山秀作（写真家）
- 手島右卿（書家）

### 美術批評家
- 黒瀬陽平（美術家、美術批評家）

## 芸能人

### シンガーソングライター
- 鵜島仁文：宿毛市
- 岡本真夜：四万十市
- さかいゆう：土佐清水市
- 七尾旅人：高知市
- 浜田裕介：四万十市
- 堀内佳：四万十市
- 円広志：東洋町
- 矢野絢子：伊野町
- 大和姫呂未：生まれは愛媛県新居浜市

### ミュージシャン
- アイリーン・フォーリーン
- 秋澤和貴（Saucy Dog）
- 有田圭輔（フラメンコカンタオール、Rockamencoヴォーカル）
- 生田鷹司（PENGUIN RESEARCH)
- 石原洋
- 岩川英樹（作曲家）
- 植松伸夫（ゲームミュージックの作曲家）
- 宇宙人
- 江戸アケミ（JAGATARAリーダー）
- 小原綾斗（Tempalay）
- 緩菜（Dog in the パラレルワールドオーケストラ）
- ザアザア
  - 一葵
  - 零夜
- 屍忌蛇：奈半利町（ギタリスト、Gargoyle→アニメタル→VOLCANO）
- Sympathy
- スーパーバンド（女性デュオ）
- 薗田憲一（トロンボーン奏者、薗田憲一とデキシーキングス）
- TASSHI（Aqua Timez）
- DJ KAORI
- ピストルジャズ
- 藤川賢一
- 本田雅人 （サキソフォン奏者、原信夫とシャープス＆フラッツ→T-SQUARE→ソロ）
- 町田義人（キャッスル&ゲイツ→ズー・ニー・ヴー→ソロ）：土佐市
- 松田弦（クラシックギタリスト）
- モリナオフミ（フラチナリズム）
- 山中広大（BITE THE LUNG）
- La'Mule
  - 紺
  - SIN
  - NAO
  - ISUKE
- ロマン優光（ロマンポルシェ。）
- b4k（音楽プロデューサー）

### 歌手
- 岡本知高：宿毛市
- 国実百合
- ソニン（国籍は韓国）
- 前田有紀（演歌歌手）：生まれは愛媛県
- 三代純歌
- 三山ひろし（演歌歌手）：南国市
- 志麻(浦島坂田船)
- SAKI（Cyntia）
- 和下田大典 (オペラ歌手)

### 落語家
- 瀧川鯉朝：高知市

### 俳優
- 大塚道子
- 大家由祐子：高知市
- 川谷拓三：室戸市
- 北村総一朗：高知市
- 白田久子
- 高知東生：高知市
- 高松英郎
- 鶴嶋乃愛：高知市
- 浜田治貴
- 原知佐子
- 広末涼子：高知市
- 前田浩
- 竜崎勝：高知市
- 和田三四郎
- 和田正人：土佐町
- 三船海斗
- 中山佳子：高知市

### アイドル
- 川村文乃（元アンジュルム）
- 乃愛（元THE HOOPERS、現ael-アエル-：日和乃愛）
- 立仙愛理（元AKB48）

### タレント
- 尾碕真花（元X21）
- 桑原みずき（元SKE48）：高知市
- 島崎麻衣
- 島崎和歌子：南国市
- 千崎敏司：土佐市
- 中村里帆
- 浜崎慶美
- 晴野未子
- 廣井ゆう：高知市
- 山崎みどり

### お笑いタレント
- 加藤統士（元ビーグル38）
- ジェニーいとう
- 島崎俊郎
- 大ちゃん（ツーライス）
- 高橋英臣（バカトケムリ）
- 武政賢祐（タリキ）：高知市
- なめたらいかんぜよ。MARI
- 西川きよし：高知市
- ニブンノゴ!
  - 宮地謙典
  - 森本英樹
  - 大川知英
- 能勢ヒロシ（元ビーグル38）
- 間寛平：宿毛市
- 舟生侑大（元フレミング）
- 山本しろう（エルシャラカーニ）
- 横山やすし：宿毛市

### 声優
- 小松里歌
- 島本須美：高知市
- 渡部猛
- 小野大輔[2]：佐川町
- 青木麻由子
- 宮田浩徳
- 沖佳苗
- 村田太志
- 冨岡美沙子
- 濱健人

## スポーツ選手

### 力士
- 玉錦三右エ門（第32代横綱）
- 朝潮太郎 (4代)（元大関）：室戸市
- 朝青龍明徳（モンゴル・ウランバートル生まれ、明徳義塾中学校・高等学校卒業。第68代横綱。高知新聞では、郷土出身力士として扱っている。）
- 玉乃海太三郎
- 荒勢永英（元関脇、後にタレント）：いの町
- 桂浜米太郎（田中米太郎、序二段で引退→後にプロレスラー・レフェリー）
- 土佐ノ海敏生（元関脇、現立川親方）：安芸市
- 増健亘志（元十両）：高知市
- 豊ノ島大樹（元関脇、後にタレント）：宿毛市
- 栃煌山雄一郎（元関脇、現清見潟親方）：安芸市
- 土佐豊祐哉（元幕内、現時津風親方）：土佐市
- 千代の海明太郎（元十両）：黒潮町

### 野球

#### 現役選手
- 市川悠太（元東京ヤクルトスワローズ投手→自由契約）：高知市
- 木下拓哉（中日ドラゴンズ捕手）：高知市
- 榮枝裕貴（阪神タイガース捕手）：高知市
- 嶋村麟士朗（阪神タイガース捕手）：高知市
- 森木大智（阪神タイガース投手）：土佐市
- 和田恋（東北楽天ゴールデンイーグルス→明治安田生命硬式野球部内野手）：土佐町

#### 元選手
- 東和政（元・横浜ベイスターズ→西武ライオンズ投手）：宿毛市
- 有藤通世（元・ロッテオリオンズ野手・監督。ミスターロッテ）
- 井本隆（元・近鉄バファローズ→ヤクルトスワローズ投手）
- 入野貴大（元・東北楽天ゴールデンイーグルス投手）：香南市
- 岩郷泰博（元・読売ジャイアンツ内野手）
- 岩本章（元・東京巨人軍→名古屋軍/産業軍/中部日本軍/中部日本ドラゴンズ→阪急ブレーブス→広島カープ外野手）
- 江本孟紀（元・東映フライヤーズ→南海ホークス→阪神タイガース投手）
- 大崎昭夫（元・阪急ブレーブス投手）
- 大橋勲（元・読売ジャイアンツ→大洋ホエールズ捕手）
- 岡村孝雄（元・阪急ブレーブス→広島カープ投手）
- 岡幸俊（元・ヤクルトスワローズ投手・外野手）
- 小川英雄（元・阪急ブレーブス捕手）
- 尾崎靖夫（元・大洋ホエールズ内野手）
- 片田謙二（元・広島カープ投手）
- 甲藤啓介（元・福岡ソフトバンクホークス→オリックス・バファローズ投手）
- 鹿取義隆（元・読売ジャイアンツ→西武ライオンズ投手）
- 北尾一喜（元・南海ホークス内野手）
- 国沢道雄（元・日本ハムファイターズ投手）
- 久保友之（元・大阪タイガース投手、プロ野球審判員）
- 公文克彦（元・読売ジャイアンツ→北海道日本ハムファイターズ→埼玉西武ライオンズ投手）：芸西村
- 河野和洋（元・北米独立リーグ外野手、現大学野球監督）
- 河野博文（元・日本ハムファイターズ→読売ジャイアンツ→千葉ロッテマリーンズ投手）
- 小松健二（元・阪急ブレーブス→中日ドラゴンズ外野手）
- 小松剛（元・広島東洋カープ投手）
- 小松俊広（元・読売ジャイアンツ投手）
- 島田伸也（元・西鉄ライオンズ内野手、元競輪選手）
- 杉村繁（元・ヤクルトスワローズ内野手）
- 須藤豊（元・毎日オリオンズ/大毎オリオンズ→読売ジャイアンツ内野手・横浜大洋ホエールズ監督）
- 高橋善正（元・東映フライヤーズ→読売ジャイアンツ投手）
- 竹村一義（元・大洋ホエールズ→阪急ブレーブス→阪神タイガース投手）
- 谷山高明（元・読売ジャイアンツ→日本ハムファイターズ投手）
- 近田豊年（元・南海ホークス、日本人唯一の両手投げ投手）
- 津野浩（元・日本ハムファイターズ→広島東洋カープ→中日ドラゴンズ→千葉ロッテマリーンズ投手、プロゴルファー）
- 土居章助（元・国鉄スワローズ→読売ジャイアンツ→大毎オリオンズ内野手）
- 土居龍太郎（元・横浜ベイスターズ→千葉ロッテマリーンズ投手）
- 徳久利明（元・近鉄バファローズ→西鉄ライオンズ投手）
- 中西清起（元・阪神タイガース投手）宿毛市
- 中山裕章（元・横浜大洋ホエールズ→中日ドラゴンズ投手）
- 西岡清吉（元・国鉄スワローズ/サンケイスワローズ/サンケイアトムズ内野手）
- 西山一宇（元・読売ジャイアンツ投手、スコアラー）
- 野村貴仁（元・オリックス・ブルーウェーブ→読売ジャイアンツ→ミルウォーキー・ブルワーズ→日本ハムファイターズ→誠泰コブラズ投手）
- 浜村孝（元・西鉄ライオンズ→読売ジャイアンツ→太平洋クラブライオンズ/クラウンライターライオンズ内野手）
- 美口博（元・中日ドラゴンズ投手）
- 弘瀬昌彦（元・大阪タイガース→広島カープ→阪急ブレーブス投手）
- 弘田澄男（元・ロッテオリオンズ→阪神タイガース外野手）
- 藤川球児（元阪神タイガース→シカゴ・カブス→テキサス・レンジャーズ→高知ファイティングドッグス→阪神タイガース投手）：高知市
- 藤本茂喜（元・読売ジャイアンツ内野手）
- 二神一人（元・阪神タイガース投手）：大月町
- 町田公二郎（元・広島東洋カープ→阪神タイガース外野手）
- 松下建夫（元・広島東洋カープ内野手）
- 宮﨑一彰（元・読売ジャイアンツ→西武ライオンズ、現在 競輪選手）
- 森浩二（元・阪急ブレーブス/オリックス・ブレーブス/オリックス・ブルーウェーブ→ヤクルトスワローズ投手）
- 森光正吉（元・大阪タイガース/阪神タイガース投手・内野手）
- 山沖之彦（元・阪急ブレーブス→阪神タイガース投手）
- 山崎武昭（元・東映フライヤーズ/日拓ホームフライヤーズ/日本ハムファイターズ→ロッテオリオンズ投手）
- 山下司（元・読売ジャイアンツ→日本ハムファイターズ内野手）
- 山本誠（元・阪急ブレーブス/オリックス・ブレーブス/オリックス・ブルーウェーブ投手）
- 横田真之（元・ロッテオリオンズ/千葉ロッテマリーンズ→中日ドラゴンズ→西武ライオンズ外野手）
- 横山小次郎（元・東京オリオンズ/ロッテオリオンズ→広島東洋カープ投手）
- 吉川昌宏（元・東京ヤクルトスワローズ投手）
- 渡辺智男（元・西武ライオンズ→福岡ダイエーホークス投手）

### バスケットボール
- 竹田智史 - （高松ファイブアローズ-大阪エヴェッサ-つくばロボッツ）：南国市
- 中島良史 - （和歌山トライアンズ-秋田ノーザンハピネッツ）：高知市
- 小原良公 - （ライジング福岡）:土佐市
- 堀田大暉 - （高松ファイブアローズ）：いの町
- 濱口京子 - (WJBL・アイシン・エィ・ダブリュ ウィングス）
- 橋詰まり - （WJBL・富士通レッドウェーブ）

### 騎手
- 赤岡修次
- 黒岩悠
- 杉村一樹
- 福永洋一：高知市

### レーサー
- 東雅雄
- 松田秀士

### 水泳
- 北村久寿雄

### 競輪
- 松村憲
- 松村信定：高知市
- 宮﨑一彰（元プロ野球選手）：四万十市
- 山崎勲：土佐山田町
- 山口菜津子：高知市
- 山原さくら：高知市

### ボクサー
- 岩川美花：香南市
- 福永宇宙：四万十町

### キックボクサー
- 切詰大貴：高知市

### ラグビー
- 金崎廉太朗

### レスリング
- 清岡幸大郎
- 櫻井つぐみ

## その他

### 実業家
- 岩崎弥太郎（三菱財閥創業者）：安芸市
- 岩崎弥之助（三菱財閥2代目総帥）
- 岩崎久弥（三菱財閥3代目総帥）
- 竹内明太郎（小松製作所創業者） 宿毛市
- 片岡直輝（大阪ガス、阪神電気鉄道、南海電気鉄道社長を歴任）
- 公文公（日本公文教育研究会創業者）
- 川田龍吉（男爵いも普及者、日本最初のオーナードライバー）
- 中西聖（プロパティエージェント創業者、山本モナの夫）
- 山下正人（真正ボクシングジム会長）

### 架空の人物
- 高知あきら（『もえちり!』シリーズの擬人化キャラ）
- 番場蛮（『侍ジャイアンツ』の主人公）
- 今井加奈（『アイドルマスター シンデレラガールズ』）
- 遊佐こずえ（『アイドルマスター シンデレラガールズ』）
- 卯月巻緒（『アイドルマスター SideM』）
- 円城寺道流（『アイドルマスター SideM』）
- 白瀬咲耶（『アイドルマスター シャイニーカラーズ』）
- 森絵利佳（『マンガ 森の動物探検』の主人公）
- 皇綺羅(『うたの☆プリンスさまっ♪シリーズ』）
- 栗原一止（『神様のカルテ』）
- コムギ（『ゴーゴー！キッチン戦隊クックルン』）

### その他の人物
- 坂本龍馬 (土佐藩出身)
- 関勉（アマチュア天文家）
- 福岡翼（芸能レポーター、映画評論家）
- 黒瀬陽平（美術家、批評家）
- 大森望（書評家、翻訳家、評論家）
- 山口裕子（キャラクターデザイナー）
- 植村隆（ジャーナリスト、元朝日新聞社記者）
- 奥村多喜衛（マキキ聖城教会（ハワイ）を創設した宣教師）
- 森本裕介(SASUKE有力選手 SASUKE31、38回大会完全制覇)

## 高知県にゆかりのある人物

### 高知に居住歴がある人物
- 朝青龍明徳（元大相撲力士）：モンゴル・ウランバートル出身。明徳義塾高等学校に在学していた。
- 岡林洋一（元・ヤクルトスワローズ投手・スカウト）：パラグアイアルトパラナ県出身。14歳の時に両親の出身地である香美郡に移り住む。高知商業高等学校卒業。鹿取義隆の遠戚。
- 織田哲郎（ミュージシャン）：東京都出身、両親が高知市出身で、自身も少年時代～高校時代まで過ごした。
- 児島明子（元モデル、1959年度第8回ミス・ユニバース世界大会優勝者）東京都世田谷区生まれ、戦争のため高知市に疎開
- 三都主アレサンドロ：（清水→浦和→ザルツブルク→浦和→名古屋→栃木→岐阜）ブラジル・パラナ州出身、明徳義塾中学校・高等学校卒業。
- 田川賢吾（東京ヤクルトスワローズ投手）：大阪府茨木市出身、高知中央高等学校卒業。
- 長崎慶一（元・大洋ホエールズ→阪神タイガース外野手・コーチ）：出生地は高知県吾川郡春野町(現・高知市)、大阪市阿倍野区出身。
- 横峯さくら（プロゴルファー）：鹿児島県鹿屋市出身、明徳義塾中学校・高等学校卒業。

### 親族が高知県出身の人物
- 明坂聡美（声優）：埼玉県出身。両親が高知県出身。
- 池畑慎之介（俳優）：大阪府出身。父・吉村雄輝が高知県出身。
- 宇賀なつみ（フリーアナウンサー〈元テレビ朝日〉）：東京都練馬区出身。祖父が高知市出身。
- 小田井涼平（俳優、歌手・元「純烈」）：大阪府生まれ兵庫県育ち。母及び母の先祖が高知県出身。
- 鍵山優真（フィギュアスケート選手）：神奈川県横浜市出身。両親が高知県出身。
- 上岡龍太郎（元漫才師、元司会者）：京都府京都市出身。父が幡多郡下川口村（現・土佐清水市）大津出身[3]。
- 木村一八（俳優）・ひかり（漫才師）兄妹：共に大阪府摂津市出身。父の横山やすしが宿毛市生まれ。
- 昴生・亜生（お笑い芸人「ミキ」）兄弟 ：共に京都府京都市出身。父が土佐清水市出身[4]。
- 菅田将暉（俳優）・こっちのけんと（マルチクリエイター）・菅生新樹（俳優）兄弟：大阪府箕面市出身。父の菅生新が高知市生まれ。
- 高島彩（フリーアナウンサー〈元フジテレビ〉)：東京都世田谷区出身。父の竜崎勝が高知市生まれ。
- 竹内啓一（一橋大学名誉教授）・明（TBSテレビ報道局記者・同局ニュースキャスター）伯甥：共に神奈川県出身。宿毛市出身の竹内綱の曾孫・玄孫、明太郎の孫・曾孫、吉田茂の従孫・従曾孫、麻生太郎のはとこ・族子（おい）
- 塚地武雅（お笑い芸人）：大阪府泉南郡阪南町（現・阪南市）出身。父が幡多郡黒潮町入野出身。
- 西川忠志（俳優）・弘志（元俳優）・かの子（タレント）兄妹：共に大阪府大阪市出身。父の西川きよしが高知市生まれ。
- 布啓一郎（元松本山雅FC監督、元FC今治監督）：千葉県習志野市出身。祖父が四万十市出身。
- 鳩山幸・鳩山紀一郎母子：鳩山由紀夫元首相の妻（中華民国・上海市出身）と子（アメリカ合衆国・カリフォルニア州出身）。幸の父・楠瀬幸雄（紀一郎の外祖父）が高知市出身。
- 間慎太郎（シンガーソングライター）：大阪府大阪市出身。父の間寛平が宿毛市生まれ。
- 濱口優（お笑い芸人「よゐこ」）・秀二（俳優）・善幸（タレント・占術家）兄弟：大阪府大阪市出身。父が高知県出身。
- 濱口雄彦（東京銀行頭取）・巌根（日本長期信用銀行頭取）兄弟：東京都生まれ、父の濱口雄幸が高知市出身。
- 藤田麻衣子 (シンガーソングライター）：愛知県名古屋市出身。父が幡多郡大月町出身。
- 細木数子（作家・タレント・占術家）：東京都渋谷区出身。父の之伴が高知県出身。
  - 細木かおり（タレント・占術家）：東京都世田谷区出身。数子の姪で養女。
- 松本薫（柔道家）：石川県金沢市出身。夫が高知県出身[5]。
- 宮川一朗太（俳優）：東京都新宿区出身。父が四万十市出身。
- 山本寛斎（デザイナー）・未來（女優）父娘・伊勢谷友介（実業家）：岐阜県岐阜市出身。父方の先祖が香南市野市町出身。伊勢谷は寛斎の異母弟かつ未來の年少の叔父。
- 吉田茂・健一父子（東京都）・麻生太郎（福岡県）：政治家、茂の父・竹内綱が宿毛市出身。太郎は茂の外孫。

### 勤務地が高知の人物

#### アナウンサー
- 新井秀和（日本放送協会アナウンサー）：群馬県高崎市出身。初任地がNHK高知放送局。
- 岡隆一（NHKアナウンサー）：島根県江津市出身。初任地が高知局。
- 尾辻舞（テレビ神奈川アナウンサー）：神奈川県横浜市出身。最初の就職先が高知さんさんテレビ。
- 小野文明（NHKアナウンサー）：埼玉県さいたま市出身。初任地が高知局。
- 鈴木遥（NHKアナウンサー）千葉県柏市（旧・東葛飾郡沼南町）出身。初任地が高知局。
- 瀬戸光（NHKアナウンサー）：東京都品川区出身。初任地が高知局。
- 竹林宏（NHKアナウンサー）：秋田県横手市（旧・平鹿郡十文字町）出身。初任地が高知局。
- 田代杏子（NHKアナウンサー）：広島市広島市出身。初任地が高知局。
- 永井克典（NHKアナウンサー）：愛媛県松山市出身。初任地が高知局。
- 中村信博（NHKアナウンサー）：香川県高松市出身。初任地が高知局。
- 松平定知（元NHKアナウンサー）：旧満州生まれ。東京都文京区出身。初任地が高知局。
- 吉岡真央（NHKアナウンサー）：福井県福井市出身。初任地が高知局。

### 高知県の施設・イベント関係
- 馬場雄二（ビジュアルデザイナー）：長野県上田市出身。高知さんさんテレビのロゴを手掛けた。